# Plakolana acuta
Plakolana acuta är en kräftdjursart som beskrevs av Keable1999. Plakolana acuta ingår i släktet Plakolana och familjen Cirolanidae. Inga underarter finns listade i Catalogue of Life.